# Blacko (Wielka Brytania)
Blacko – wieś w Anglii, w hrabstwie Lancashire, w dystrykcie Pendle. Leży 45 km na północ od miasta Manchester i 298 km na północny zachód od Londynu. W 2001 miejscowość liczyła 595 mieszkańców.